# Cyclocephala signaticollis
Cyclocephala signaticollis är en skalbaggsart som beskrevs av Hermann Burmeister 1847. Cyclocephala signaticollis ingår i släktet Cyclocephala och familjen Dynastidae. Inga underarter finns listade i Catalogue of Life.